# Конрад фон Ерлихсхаузен
Конрад фон Ерлихсхаузен (на немски: Konrad von Erlichshausen) е тридесетият Велик магистър на рицарите от Тевтонския орден. Неговото управление е белязано от продължаващия упадък на теократичната тевтонска държава и в противопоставяне на отцепничеството на Пруския съюз.